# Подсолнух (картина Климта)
«Подсолнух» (нем. Die Sonnenblume) — пейзаж австрийского художника Густава Климта. Считается одним из лучших лирических произведений художника, посвящённых природе. Художник строго разделял портретный и пейзажный жанры, поэтому антропоморфный «Подсолнух» — самый яркий образец смешения жанров в творчестве художника.
Климт поместил возвышающийся на широком пьедестале из луговых цветов подсолнух на фоне плотного цветущего ковра близко к переднему краю картины так, чтобы он занимал всю её центральную часть. Приближенный к зрителю компактный задний план придаёт подсолнуху дополнительную монументальность. Помимо необычной композиции Климт применяет новую для себя живописную технику: тёмные краски насыщенных зелёных и красных оттенков нанесены густо и перекрывают друг друга, цветки оформляются не одним движением руки, а несколькими мазками.
Художественный критик Людвиг Хевеши с восторгом описывал «очеловечивание» растения в «Подсолнухе»: «Обычный подсолнух, который Климт высадил в цветочный беспорядок, стоит как влюблённая фея, чьи зеленовато-сероватые одежды ниспадают в страстном трепете. Лицо подсолнуха, такое таинственно тёмное в венке светлых жёлто-золотых лучей, оно таит в себе что-то мистическое для художника, можно сказать, космическое […]. В природе происходит что-то новое […], как только появляется Климт». Женственный образ растения навевает ассоциацию с серией снимков подруги художника Эмилии Флёге в широких пёстрых реформенных платьях собственного кроя, сделанной самим Климтом в Литцльберге в 1906 году. По мнению Т. Наттера, на «Подсолнухе», а также на пейзажах «Крестьянский сад» и «Крестьянский сад с подсолнухами» изображена сама Эмилия Флёге.
Климт был знаком с «Подсолнухами» Ван Гога, которые участвовали в выставке импрессионистов, подготовленной Венским сецессионом в 1903 году. Но если Ван Гога интересовали цветовые изменения увядающих цветов, то Климт на вершине «золотого периода» в технике живописной мозаики написал величественный портрет гордого растения на золотистом фоне под стать его дамским портретам. Под влиянием «Подсолнуха» Климта молодой Эгон Шиле в 1909 году написал свой антропоморфный «Подсолнух», у которого климтовский гордый пафос растения сменился вялой безнадёжностью.
Усеянный золотыми искорками «Подсолнух» был написан в зените «золотого периода» в творчестве Климта специально для Венской художественной выставки 1908 года, где он демонстрировался в одном ряду с ещё незаконченным «Поцелуем» и «Золотой Аделью». В 1909 году «Подсолнух» участвовал в X Международной художественной выставке в Мюнхене, в 1910 году — в IX Венецианской биеннале, в 1914 году — выставке Союза чешсконемецких художников в Праге. До 1912 года пейзаж принадлежал сталелитейному магнату Карлу Витгенштейну, затем его приобрёл советник по строительству Генрих Майер, которому наследовала супруга Парцер. В 2012 году «Подсолнух» был передан в дар галерее Бельведер по завещанию их сына, коллекционера Петера Парцера вместе с ещё одной работой художника — картиной «Семья».